# Восточный Суат (перевал)
Восточный Суат, Лукия, Лузенский (Улу-Узеньский) перевал — перевал высотой 930 метров в понижении между Тырке яйлой и массивом Каратау Главной гряды Крымских гор.

## Описание
Название родника, реки и перевала переводится с крымскотатарского языка суат, или суват что означает водопой.
Высота над уровнем моря 930 м. Разделяет низкий хребет Таш-Хабах, восточный отрог Тырке-яйлы и массив Каратау (вернее плато Караби-яйлы). Соответственно, понижения — на севере долина реки Восточный Суат и на юге овраги верховья реки Орта-Узень. В 4 км к юге село Генеральское ((до 1945 года Улу́-Узе́нь). В 100 м на северо-запад от перевала родник Суат II.
В древности через перевал проходил один из караванных путей из степного Крыма на побережье, ныне лесная дорога-тропа до села Генеральское.
Места боёв партизан Крыма в 1941-1944 годах. На перевале установлено  памятник партизанам в виде пирамиды и информационная табличка. Надпись: "Здесь у истоков реки Суат 21, 22, 25 декабря 1941 года группа партизан Биюк-Онларского и Сейтлерского отрядов под командой капитана Н. П. Ларина из засады трижды громила румынских кавалеристов".

Место туризма. Через перевал проходят тропы туристических маршрутов № 144, 160, 161, 163, 164 и Крымской тропы. Непосредственно на седле перевала расположена турстоянка Восточный Суат.

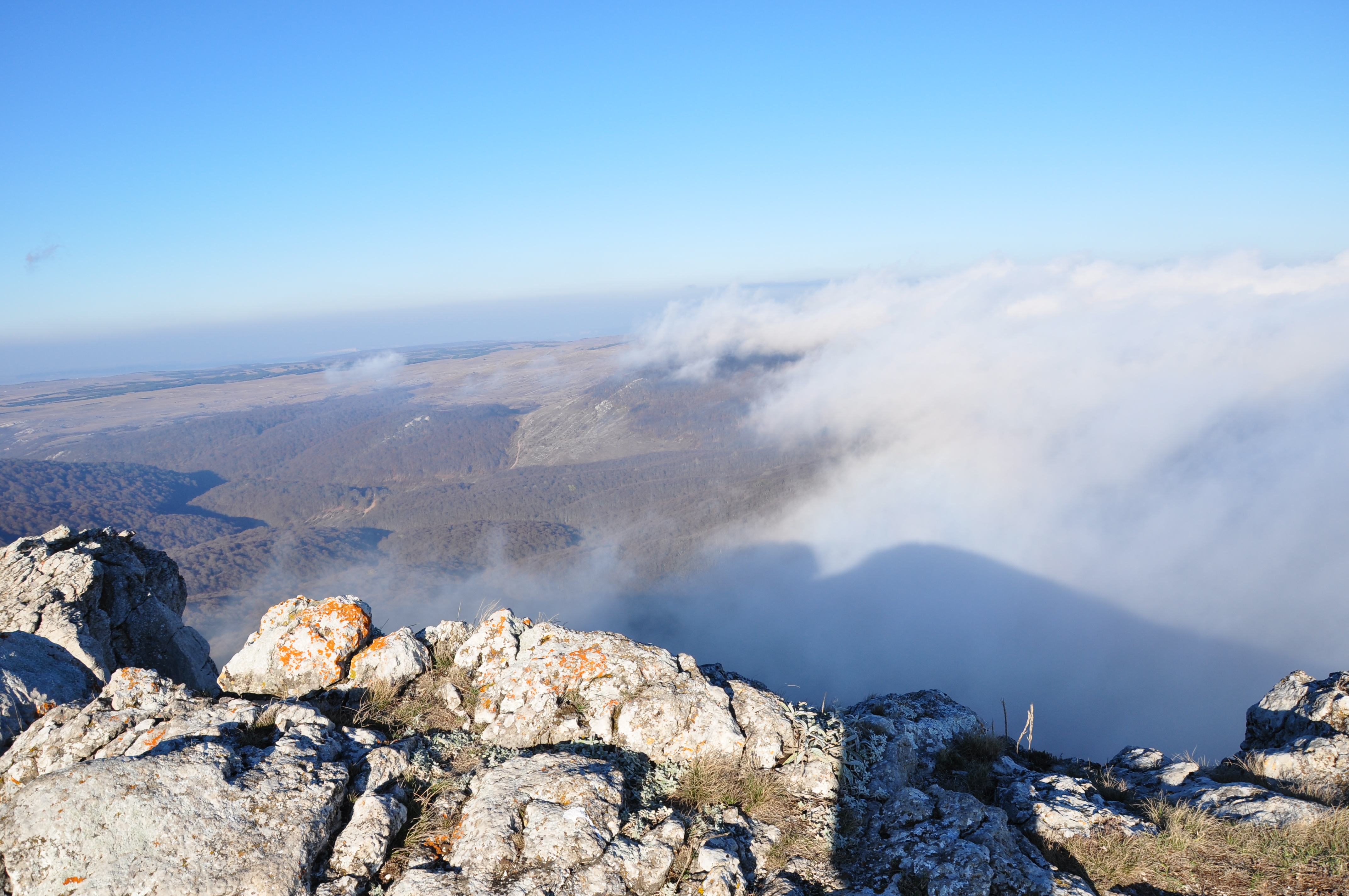
Вид с Носа Тырке на северо-восток на верховья реки Суат и на Караби-Яйлу. Перевал Восточный Суат примерно на границе облаков
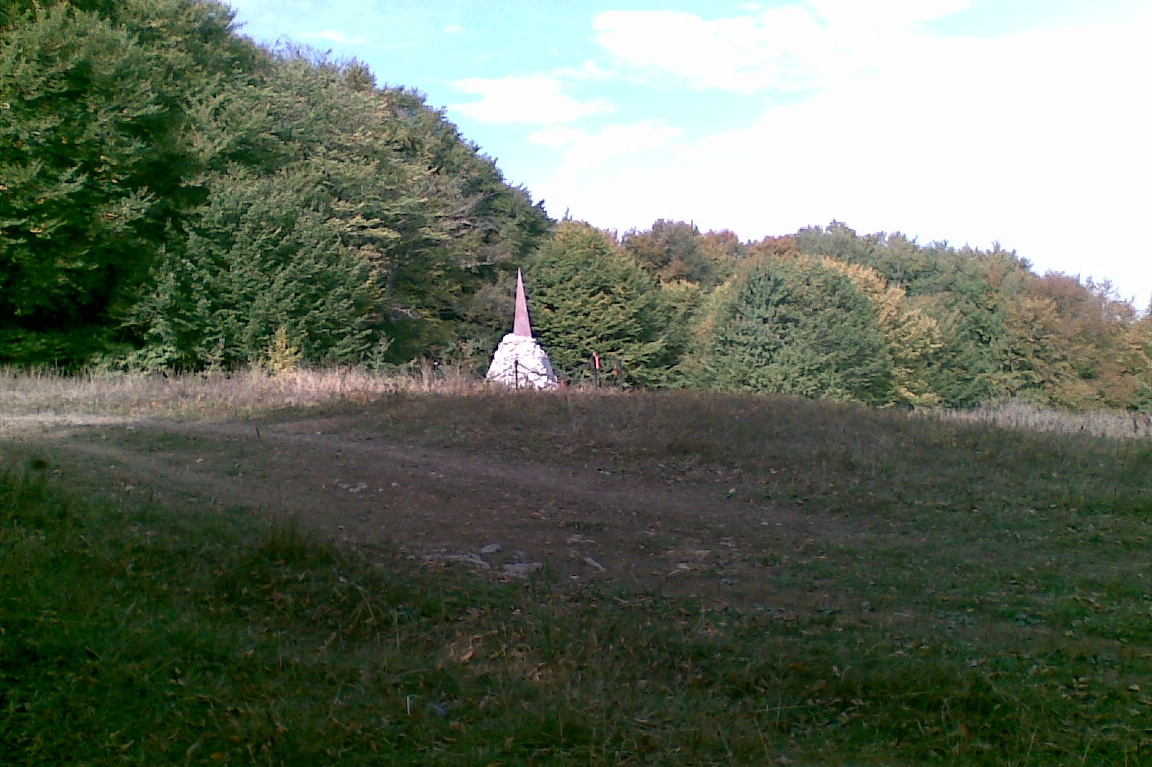
Памятник партизанам в виде пирамиды
Родник Суат II